# موش قهوه‌ای
موش قهوه‌ای یا موش نروژی یا خرموش قهوه‌ای یا گِرزِه قهوه‌ای (نام علمی: Rattus norvegicus) یکی از مشهورترین گونه‌های موش‌های صحرایی است که تقریباً در تمام نقاطی که انسان‌ها زندگی می‌کنند به ویژه در شهرها حضور دارد.
بدن این جونده معمولاً ۲۵ سانتی‌متر طول دارد و دمشان نیز تقریباً همین مقدار است. وزن نرشان ۳۵۰ گرم و ماده‌شان ۲۵۰ گرم است. این حیوان در اصل بومی شمال چین است اما همراه انسان به تمام قاره‌های جهان به جز قطب جنوب وارد شده و از این نظر موفق‌ترین پستاندار کره زمین پس از انسان محسوب می‌شود.
موش صحرایی قهوه‌ای از مهم‌ترین گونه‌های مهاجم است که باعث آسیب‌های فراوان اقتصادی و زیست‌محیطی در محیط‌های غیربومی شده‌است. بر اساس تحقیقی که در سال ۲۰۱۰ محققان سوئیسی انجام دادند موش صحرایی قهوه‌ای مخرب‌ترین گونه غیربومی قاره اروپا است. ورود این حیوان به یک منطقه همواره به کاهش سریع جمعیت جوندگان بومی و پرندگان زمینی و دریایی منجر می‌شود و آسیب‌های اقتصادی آن نیز ناشی از تخریب انبارهای مواد غذایی و محصولات کشاورزی است. در این تحقیق گوزن ژاپنی و موسکرات در رتبه‌های بعدی گونه‌های مهاجم قرار گرفته‌اند.